# 陸士銓
陸士銓（？—1787年），字近堂，蘇州（江蘇吳縣）元和人。
最初習得扶鸞術，為壇友祈禱治病，後前往天寧庵，受持菩薩戒。持誦《法華經》。數年後患惡性膿瘡，下痢，飲食減少，又開始吃肉。但是病情卻更加嚴重。臨終之前七日，又開始吃素，口中稱念阿彌陀佛。乾隆五十二年（1787年）五月十八日病逝，時異香滿屋。